# Wellenkraftwerk
Wellenkraftwerke nutzen die Energie der Meereswellen zum Gewinnen elektrischen Stroms und zählen zu den erneuerbaren Energien. Bisher realisierte Anlagen sind Prototypen und dienen verschiedenen Versuchen und Erprobungen. Ein kommerzielles Kraftwerk wurde im September 2022 in Israel in Betrieb genommen.
Im Unterschied zum Gezeitenkraftwerk wird nicht der Tidenhub zwecks Nutzung der Energiedifferenz zwischen Ebbe und Flut ausgenutzt, sondern die kontinuierliche Wellenbewegung.

## Potenzial
Die beim Auftreffen von Wellen auf eine Steilküste freigesetzte Leistung beträgt durchschnittlich 19 bis 30 Kilowatt je Meter Küstenlinie; die Wellen auf hoher See erreichen an den günstigsten Stellen (z. B. nordöstlicher Pazifik, nordöstlicher Atlantik, Kap Hoorn, Pazifik südlich von Neuseeland) bis zu 100 kW je Meter Wellenwalze. In den Binnenmeeren (Mittelmeer, Ostsee) betragen die Werte nur etwa ein Zehntel derjenigen der Ozeane. Anhand der von Messbojen an vielen Stellen der Meere und Ozeane seit Jahrzehnten gesammelten Werte der Wellenhöhe und -periode (Zeitraum vom Ankommen eines Wellenberges an einem Punkt bis zum Ankommen des nächsten Wellenberges) kann die für den Standort eines Wellenkraftwerks verfügbare Wellenenergie im Voraus abgeschätzt werden.
Bislang kostet der Wellenstrom in der Produktion bis zu zehn Cent pro Kilowattstunde. Der Preis ist damit etwa doppelt so hoch wie der von Windenergie. Das erste kommerzielle Wellenkraftwerk der Welt mit einer Leistung von 300 kW wurde im Jahr 2011 in der Hafenstadt Mutriku in Nordspanien von dem Energieversorger Ente Vasco de la Energía in Betrieb genommen.

## Funktionsprinzipien
Die Nutzung der Wellenenergie ist über verschiedene Prinzipien möglich:
- Nutzung der ein- und ausströmenden Luft in einer pneumatischen Kammer, in der sich der Wasserspiegel durch eine Verbindung zum Meer hebt und senkt, durch einen Windgenerator
- Nutzung der durch Wellen angeregten Bewegung von Auftriebs- oder Schwimmkörpern, die entweder über hydraulische Systeme (Projekt Pelamis, sogenannte Seeschlange) oder über Lineargeneratoren (Projekt SINN Power) in Strom umgesetzt wird
- Nutzung der potenziellen Energie (Höhenenergie) auflaufender Wellen auf eine Rampe, bei der das überspülende Wasser durch eine Wasserturbine fließt (Projekt Wave Dragon)
- Nutzung von Dämpfungsgliedern wie beweglichen Platten, Toren oder Flossen, bei der die z. B. durch Wellenströmungen aufgrund des ansteigenden Meeresbodens vor der Küste verursachte Bewegung der Glieder in Strom umgesetzt wird (Projekt WaveRoller)
- weitere Ansätze (Bojen von CorPower Ocean aus Schweden (vgl. etwa den Artikel aus dem Jahr 2016 auf der Website von inhabitat))

### Pneumatische Kammern

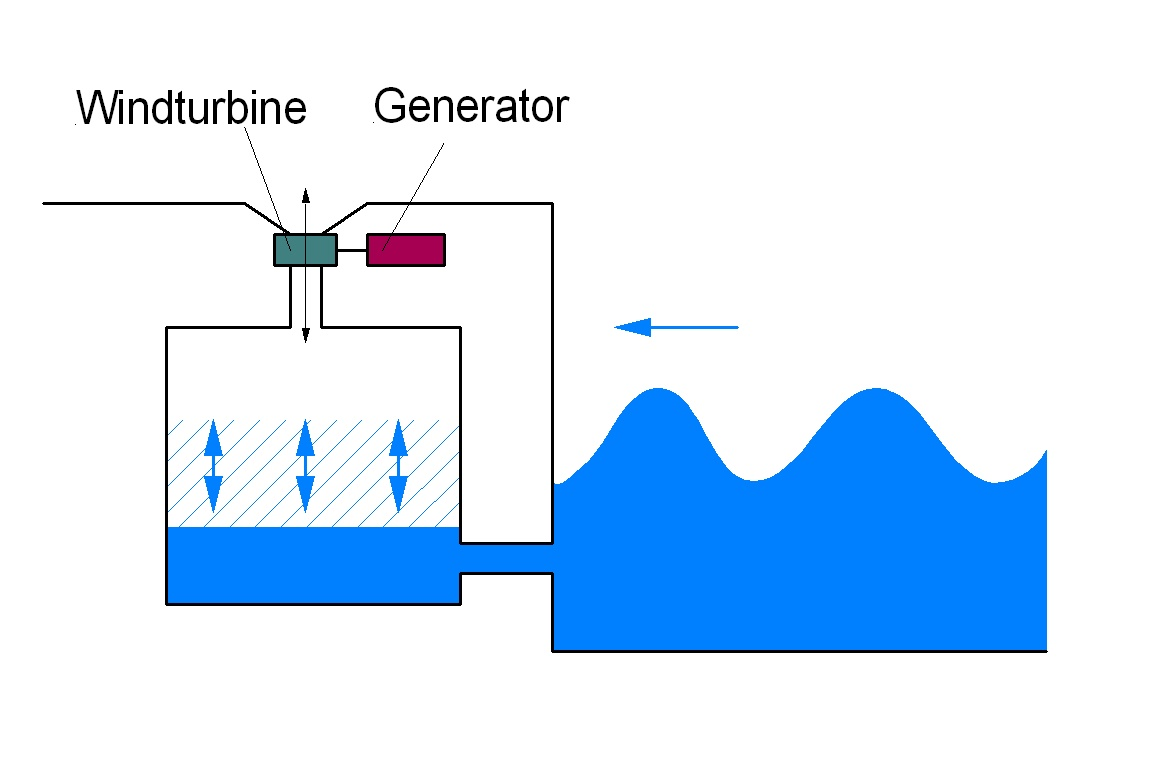
Funktionsprinzip eines Wellenkraftwerks mit pneumatischer Kammer

In Wellenkraftwerken auf Basis des OWC-Prinzips (englisch Oscillating Water Column, deutsch: schwingende Wassersäule) drückt jede Welle das Wasser in kaminartige Betonröhren und zieht es dann bei einem Wellental wieder heraus. Am oberen Ende münden die Röhren in Turbinen. Durch die sich auf und ab bewegende Wassersäule wird die Luft in den Betonröhren abwechselnd komprimiert bzw. angesaugt. Dadurch entsteht im Auslass ein schneller Luftstrom, der eine Wells-Turbine antreibt.
Ein erstes Wellenkraftwerk des OWC-Typs ging 2001 auf der schottischen Insel Islay zu Testzwecken in Betrieb und speiste damit erstmals Strom in ein kommerzielles Stromnetz ein. Es wurde vom schottischen Unternehmen Wavegen gebaut. Die Leistungsdaten des Kraftwerkes „LIMPET 500“ waren in den ersten Betriebsjahren enttäuschend. Die ursprünglich vorgesehene Jahresdurchschnittsleistung von 500 kW musste, da beim Entwurf die Auswirkung eines Meeresbodenplateaus nicht berücksichtigt worden war, auf 212 kW reduziert werden. Insgesamt wurde 2002 jedoch nur eine Durchschnittsleistung von 21 kW erreicht. Im Jahr 2005 übernahm Voith Hydro die Firma Wavegen und konnte die Verfügbarkeit der Turbinen schrittweise auf 98 % steigern. 2011 nahm Voith Hydro dann ein OWC-Wellenkraftwerk in der Hafenmole des baskischen Städtchens Mutriku in Betrieb. Die Anlage mit 16 Wells-Turbinen und einer Gesamtnennleistung von 300 kW ist das erste kommerzielle Kraftwerk dieser Art und wird aktuell vom baskischen Versorger Ente Vasco de la Energía (EVE) betrieben.
Der Unstetigkeit der Energieabgabe, die mit jeder Welle schwankt, versucht man durch Kurzzeitspeicher wie beispielsweise Schwungräder beizukommen. Auch der parallele Betrieb mehrerer gleichartiger Kraftwerke, die räumlich getrennt sind, kann die Schwankungen glätten.

### Bewegung von Auftriebskörpern
Die Bewegung von durch Wellen angeregten Schwimm- oder Auftriebskörpern entweder zueinander oder zu einem festen Bezugspunkt wie dem Meeresgrund, dem Ufer oder einer sehr großen, trägen Platte kann über verschiedene Methoden hydraulisch oder direkt elektrisch in Strom umgesetzt werden.

#### Attenuator

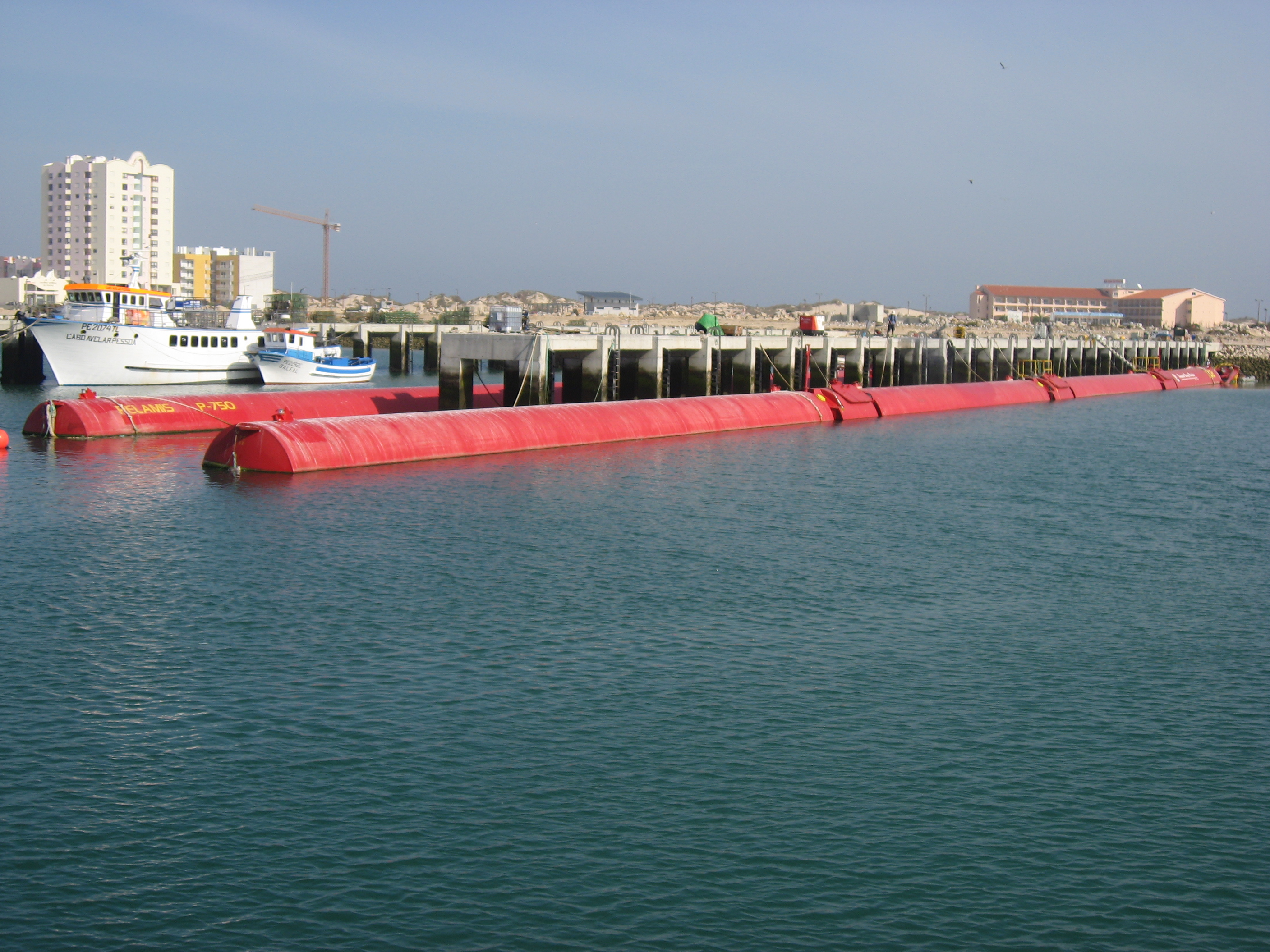
„Pelamis“-Anlagen des Typs P-750 im Oktober 2007

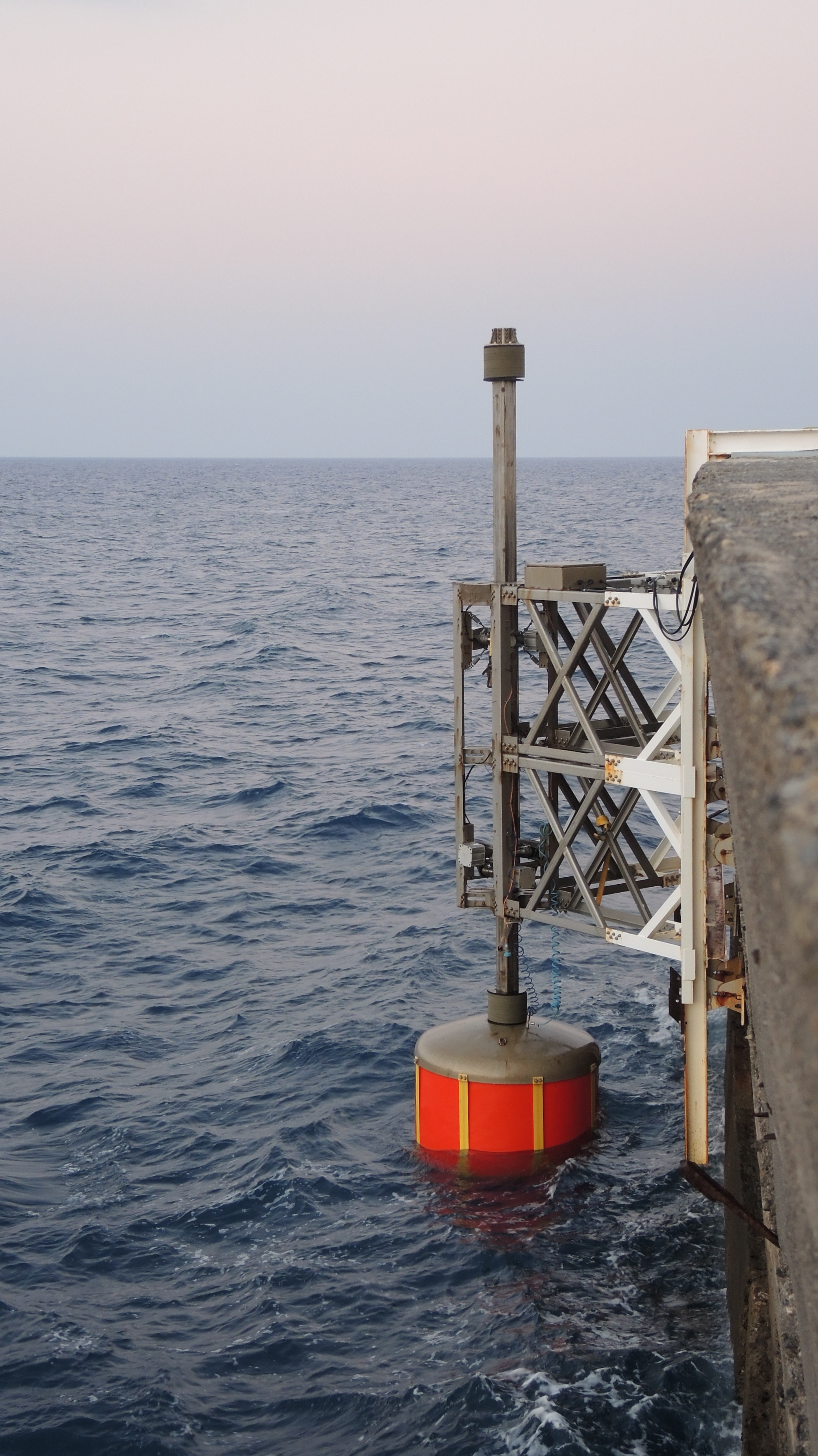
SINN Power Wellenkraftwerks-Modul auf Kreta im August 2016

Eine Möglichkeit, die Bewegungsenergie der Wellen zu nutzen, ist eine Anordnung von beweglichen, durch Gelenke verbundenen, an der Oberfläche schwimmenden Elementen in einer Teppich- oder Schlangenform. Die Meereswellen verwinden die Gesamtkonstruktion. In den Gelenken befinden sich Hydraulikzylinder. Durch die Bewegung wird die Arbeitsflüssigkeit durch Rohre mit integrierten Turbinen und Generatoren in die Ausgleichszylinder gedrückt. Die Stromerzeugung ist ungleichmäßig, mittelt sich aber bei Einsatz vieler Geräte. Ein früher Ansatz hierzu waren die Salter-Enten des schottischen Entwicklers Stephen Salter. Hier hebt und senkt die Welle die Nockenhebel einer überdimensionalen Achse.
Der bekannteste Vertreter des Attenuator-Ansatzes stammt von der Firma Pelamis Wave Power aus Edinburgh in Schottland. Ihr Kraftwerk ähnelt in seinem Aussehen einer Schlange, daher auch der Name „Pelamis“ (griechisch für Seeschlange). Eine Anlage des Typs P-750 besteht aus 4 langen Stahlröhren und 3 „Energieumwandlungsmodulen“ mit je 250 kW Nennleistung. Sie ist 150 m lang, hat einen Durchmesser von 3,5 m und wiegt mit Ballast 700 t. Nach verschiedenen Tests zwischen 2004 und 2008 im portugiesischen Hafen von Peniche (90 km nördlich von Lissabon) und vor Aguçadoura in der Nähe von Pavoa do Varzim (nördlich von Porto) wurden alle drei Anlagen im ersten Quartal 2009 wegen technischer und finanzieller Probleme stillgelegt und in den Hafen von Porto versetzt. Im Jahr 2014 meldete die Betreiberfirma Insolvenz an.

#### Punktabsorber
Die Bewegung der Wellen kann ebenso zur Energiegewinnung genutzt werden, wenn die Bewegung der durch Wellen angeregten Auftriebskörper (Punktabsorber) relativ zu einem fixen Bezugspunkt in Strom umgewandelt wird. Dieser Ansatz ist aktuell der von Wellenenergieentwicklern weltweit zahlenmäßig am häufigsten verfolgte. Einige Bojen-Konstruktionen im Konzeptstadium nutzen Hydraulikzylinder, andere Entwickler nutzen Lineargeneratoren oder andere Stromabnehmer (Power-Take-Off, PTO).
Ein Beispiel für ein solches Punktabsorber-Kraftwerk ist das Wellenkraftwerk des deutschen Entwicklers SINN Power. Das Wellenkraftwerk nutzt die Relativbewegung von Schwimmkörpern zu einer festen Struktur in einem schwimmenden Verbund dazu, mittels Lineargeneratoren Strom zu erzeugen. Seit 2015 testet SINN Power mehrere seiner Wellenkraftwerksmodule auf der griechischen Insel Kreta. Im Jahr 2021 erreichte ein Prototyp chinesischer Ingenieure einen Wirkungsgrad von 11,57 % und eine Leistung von 26,4 mW.

#### Weitere Auftriebskörper-Technologien
Ein anderer Ansatz, der über einen Auftriebskörper die Bewegung von Wellen nutzt, ist die Befestigung eines Auftriebskörpers mit Hilfe von Seilen am vorhandenen Turm einer Offshore-Windenergieanlage (z. B. bei Offshore-Windparks in der Nordsee). Dabei überträgt die Bewegung eines gespannten Seiles durch die Auf- und Abwärtsbewegung des Auftriebskörpers die mechanische Energie an einen Generator am WEA-Turm und wird dort in elektrische Energie umgewandelt. Das Entwicklungszentrum für Schiffstechnik und Transportsysteme (DST) stellte in Zusammenarbeit mit der Universität Duisburg-Essen Untersuchungen dazu an, die bei geringen Erstellungskosten relativ hohe Wirkungsgrade erwarten lassen. Die NEMOS GmbH unternahm im Jahr 2014 Untersuchungen an Modellen im Maßstab 1:5 im dänischen Testzentrum für Wellenenergie und im französischen Nantes beim ECN.

### Überspülende Wellen

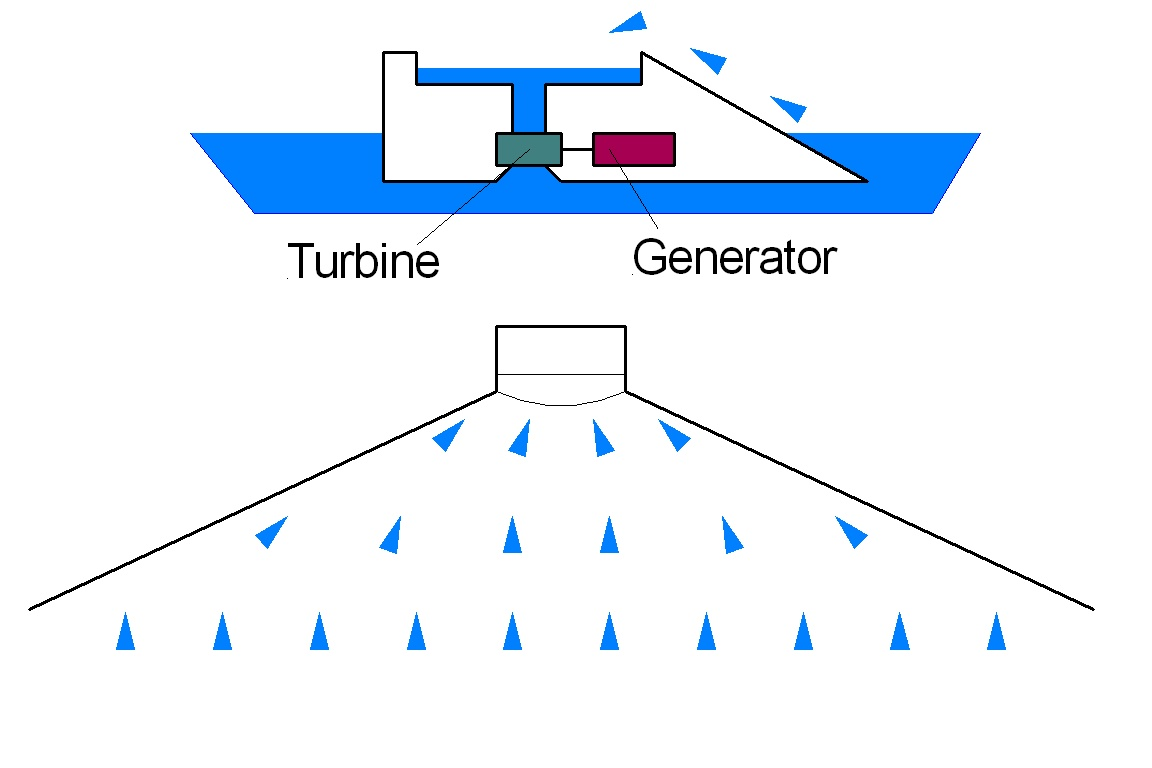
Funktionsprinzip eines Wellenkraftwerks nach dem Prinzip „überspülende Wellen“

Das für das Überspülende-Wellen-Kraftwerkskonzept beispielhaft stehende Projekt Wave Dragon besteht aus einem Wellenkonzentrator, der die Wellen durch zwei v-förmig angeordnete Barrieren zur Mitte hin konzentriert. Die so verstärkten Wellen laufen eine Rampe hinauf. Von dort aus fließt das überspülende Wasser über Turbinen, die einen Generator antreiben, zurück ins Meer. Die gesamte Anlage ist als schwimmendes Offshore-Kraftwerk ausgelegt und daher nicht an die Küste gebunden. Ein Prototyp wurde zwischen 2003 und 2007 in Nissum Bredning getestet, einem Fjord im nördlichen Teil von Dänemark. Das EU-Projekt wurde jedoch beendet, da es die technischen und wirtschaftlichen Erwartungen nicht erfüllte.

### Oszillierende oder bewegliche Dämpfungsglieder

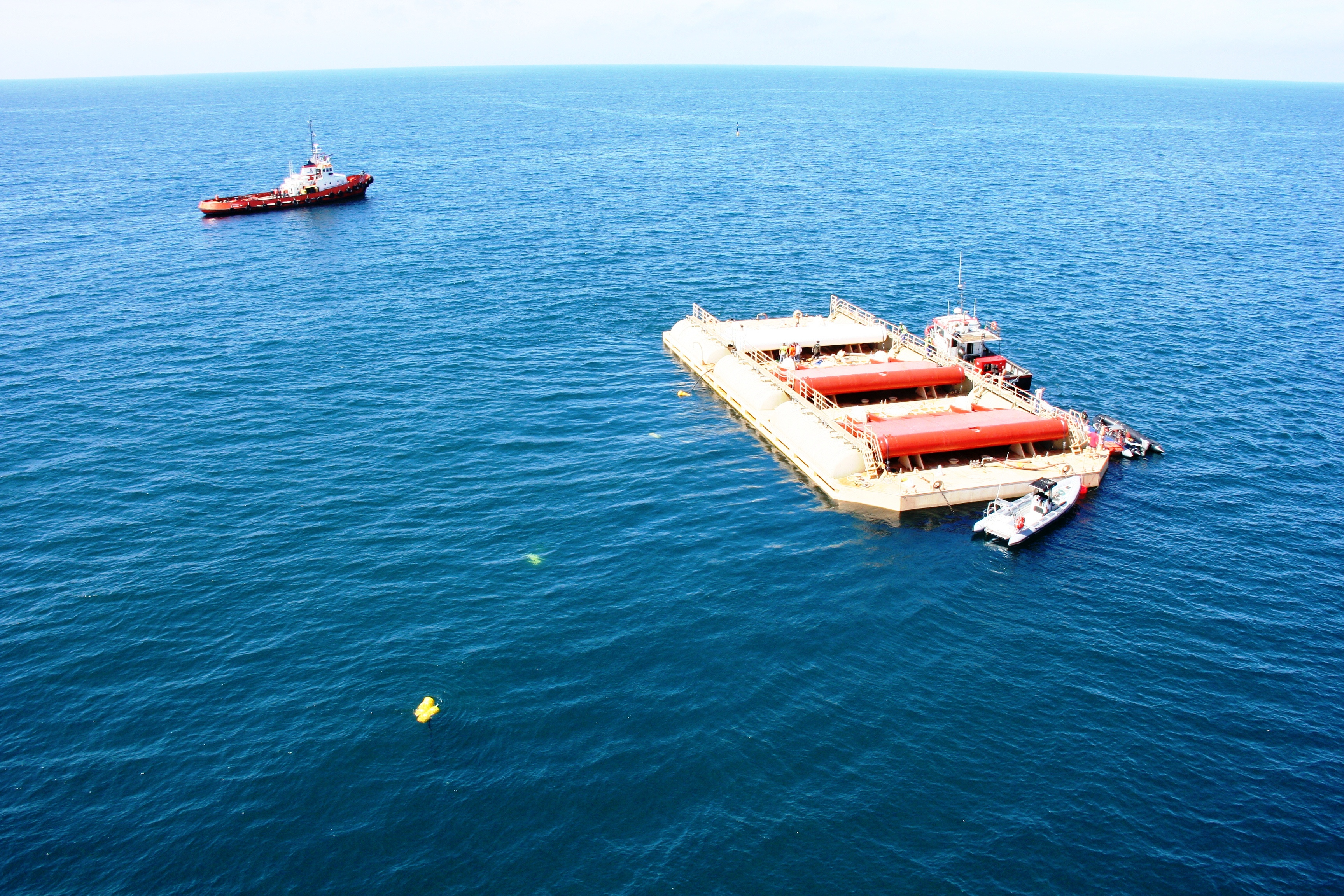
„WaveRoller“ vor dem Absenken auf den Meeresboden (2012)

Ein großer Teil der Wellenenergie wird durch Wasserbewegungen unter der Wasseroberfläche übertragen. Verschiedene Technologien nutzen diesen Ansatz.

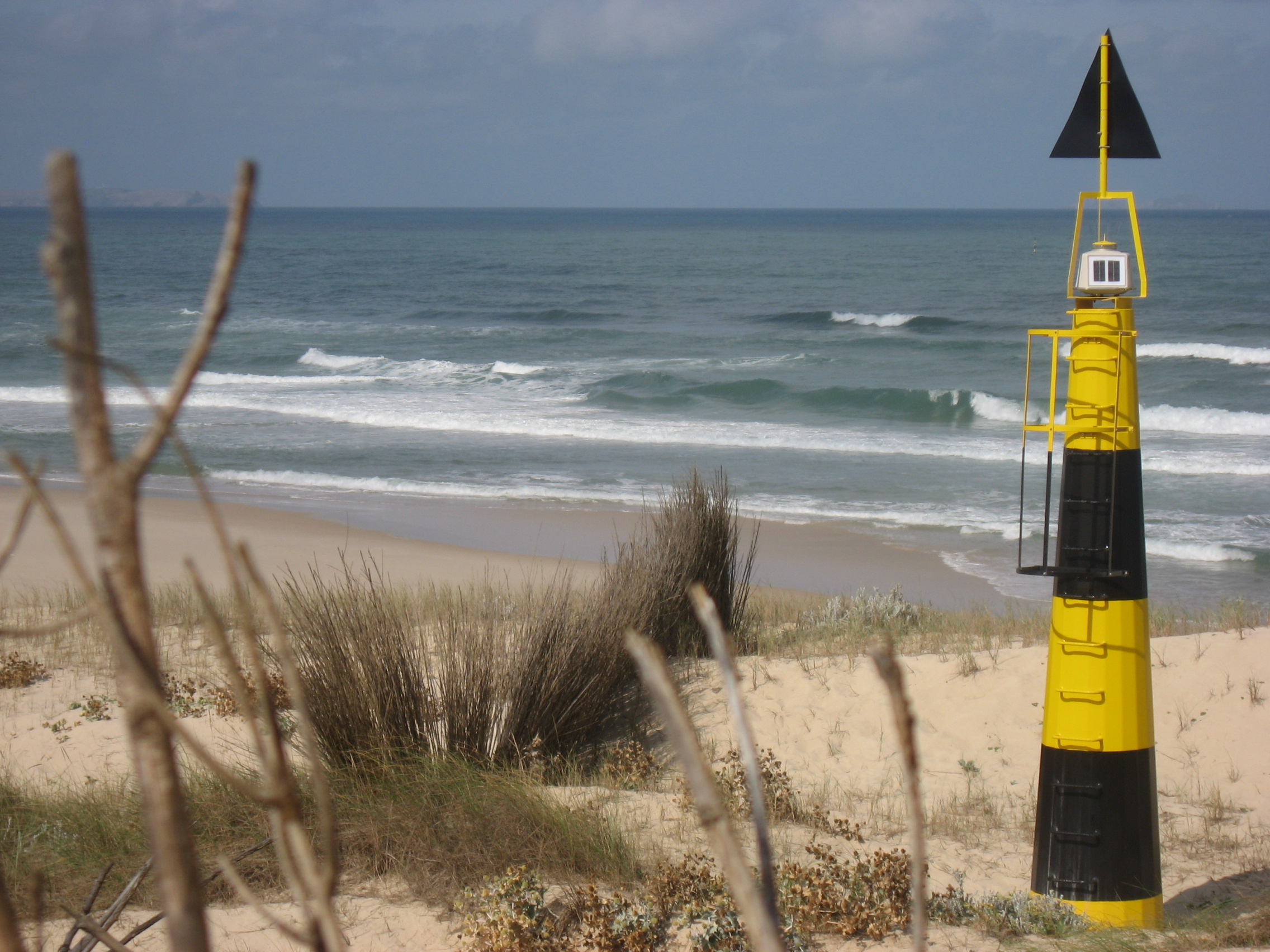
Markierungszeichen des Standortes des „WaveRoller“ an Land und Wasser

Für die Nutzung der Wellenbewegung unter Wasser in Küstennähe steht der WaveRoller der finnischen Firma AW-Energy. In Wassertiefen von 8–20 m – also praktisch fast noch am Strand – sind auf absenkbaren Metallplattformen vertikale, bewegliche Metallplatten befestigt. Die Strömungen führen dazu, dass sich diese Metallplatten hin und her bewegen. Ein Hydrauliksystem mit enormem Druck erzeugt in einem angeschlossenen Hydraulikmotor ein Drehmoment. In einem dahintergeschalteten Generator wird daraus elektrische Energie erzeugt. Über ein Seekabel ist die Anlage mit dem Stromnetz verbunden. Die erste Anlage dieser Art ging im Sommer 2012 nördlich der Hafenstadt Peniche bei Baleal vor der Küste Portugals in Betrieb. Sie bestand aus einer Plattform mit drei beweglichen „Platten“. Die Nennleistung betrug insgesamt 300 kW. Momentan laufen unterschiedliche Testreihen. Die Anzahl der „Platten“ variiert von 1 bis 3. Am Meeresboden verankert, ist von den Anlagen über Wasser – außer den Markierungszeichen – nichts zu sehen.
Eine alternative Umsetzung des Prinzips ist eine schwimmende Klappe, die in Küstennähe in einer Wassertiefe von 10 bis 15 Metern am Meeresboden verankert wird, wie die Entwicklung der schottischen Firma Aquamarine Power. Im Jahr 2009 wurde ein erster Prototyp dieser Anlage (Oyster 315 mit 315 kW Nennleistung) im Testfeld Billia Croo des European Marine Energy Centre (EMEC) auf den Orkney-Inseln geprüft. Bei diesem Anlagentyp werden durch die Hin- und Herbewegung der Klappe zwei hydraulische Kolben angetrieben, die Wasser durch eine Rohrleitung an Land pumpen. Das unter hohem Druck stehende Wasser treibt hier eine Turbine an. Ebenso wie Pelamis Wave Power musste Aquamarine Power 2015 Insolvenz anmelden, da für die kapitalintensive Entwicklung der Technologie kein privater Investor mehr gefunden werden konnte.
Der sehr breit gefasste Ansatz umfasst auch weitere Technologien, wie z. B. die des japanischen Wellenkraftwerks Pendulor. Hier stoßen die am Ufer anbrandenden Wellen ein Tor auf und fließen in einen dahinterliegenden Behälter. Beim Zurückfließen wird das Tor in die andere Richtung bewegt. Die Bewegungen des Tores werden über eine Hydraulik in elektrische Energie umgesetzt.

### Weitere Ansätze
Vereinzelt gibt es weitere Ansätze zur Nutzung von Wellenenergie in verschiedenen Konzept- und Entwicklungsstadien.
Bei einem Anaconda genannten Modell von Seeschlangen-Wellenkraftwerken besteht der Schwimmkörper im Wesentlichen aus einem gummiartigen Material. Die für die Herstellung nötige Energie sinkt damit im Vergleich zu den aus Stahl bestehenden Körpern anderer Modelle erheblich, wodurch sich der Erntefaktor deutlich verbessert, das heißt, die für die Herstellung benötigte Menge an Energie wird in sehr viel kürzerer Zeit von der Anlage selbst wieder erzeugt.
Einzelne Entwickler untersuchten zudem die Nutzung von Wellenenergie für die Fortbewegung etwa von Schiffen. Der Schiffsentwurf Orcelle der Reederei Wallenius-Wilhelmsen, ein Übersee-Autotransporter, nutzt die Wellenenergie durch annähernd waagerecht unten am Rumpf angeordnete Platten, die vom Wellengang jeweils um eine quer zur Fahrtrichtung liegende Achse bewegt werden. Dieses Schiff soll außer der Energie der Wellen auch die der Sonne und des Windes nutzen. Dagegen bewegt sich der in Japan realisierte Katamaran Suntory Mermaid II ausschließlich mit Wellenkraft vorwärts. Er erreicht dabei allerdings nur sehr bescheidene Leistungen (weniger als Schrittgeschwindigkeit). Bewirkt wird das durch zwei ebenfalls annähernd waagerecht angeordnete bewegliche Platten am Heck, welche durch die Wellen um eine quer zur Fahrtrichtung liegende Welle bewegt werden.

## Probleme
Viele Versuchsanlagen wurden durch Winterstürme zerstört, die etwa hundertmal so viel Leistung liefern wie die Wellenbewegung während der anderen Jahreszeiten. Da deshalb mit Wellenkraftwerken noch keine ausreichenden Erfahrungen vorliegen, weiß man über die ökologischen Auswirkungen, beispielsweise auf Meereslebewesen, bisher wenig.